# Parastrephia quadrangularis
Parastrephia quadrangularis là một loài thực vật có hoa trong họ Cúc. Loài này được (Meyen) Cabrera mô tả khoa học đầu tiên năm 1954.